# Romulus Vuia
Romulus Vuia (n. 1887, Comloșu Mare, județul Timiș – d. 1963, București) a fost un deputat în Marea Adunare Națională de la Alba Iulia, organismul legislativ reprezentativ al „tuturor românilor din Transilvania, Banat și Țara Ungurească”, cel care a adoptat hotărârea privind Unirea Transilvaniei cu România, la 1 decembrie 1918  :p. 228 .

## Biografie
Era fiul lui Iuliu Vuia, un îndrăgit și respectat învățător în localitate timp de 24 de ani, autor de manuale școlare românești și un susținător a vieții culturale a comunei, care a fost silit de autoritățile maghiare să se pensioneze la doar 45 de ani. A făcut școala primară din Comloșu Mare, județul Timiș, după care a studia Istoria și Geografia la Universitatea din Cluj. În anul 1910 a fost numit profesor la școala civilă din Hațeg. La fel ca tatăl său, nu a scăpat de persecuțiile maghiare, în timpul războiului fiind acuzat de spionaj în favoarea statului român și urmărit în permanență de jandarmi .
După Unire a devenit director al școlii medii din Târnăveni, dar și asistent la Universitatea din Cluj. În perioada 1926-1948 este director al Muzeului Etnografic, iar între 1952-1963 devine șeful secției etnigrafice din cadrul Academiei Române. A înființat Muzeul Etnografic și Parcul Etnografic din Cluj.:p. 228.
În anul 1924 Universitatea din Cluj i-a acordat titlul de doctor în geografie, cu mențiunea Summa cum laude, pentru teza Țara Hațegului și regiunea Pădurenilor, "studiu antropogeografic și etnografic". În 1920 devenise asistentul lui George Vâlsan la Institutul de Geografie din Cluj. În 1940, după Dictatul de la Viena, când Ardealul de nord a trecut sub ocupație maghiară, Romulus Vuia a reușit să evacueze toate colecțiile și să le transporte la Sibiu. S-a străduit să înființeze și aici un parc etnografic și, într-un memoriu adresat Ministerului, Romulus Vuia specifica: Intenționăm să organizăm acest muzeu chiar și pentru cazul ca instituția noastră s-ar întoarce la Cluj. În acest caz, muzeul în aer liber ar rămâne la Sibiu. A reușit să înființeze muzeul pe un teren din apropierea pădurii Dumbrava care i s-a pus la dispoziție, el fiind considerat „părintele” muzeului în aer liber din Dumbrava Sibiului. Tot aici și-a continuat activitatea didactică, a organizat cu studenții cercetări etnografice în zonă și a asigurat continuarea cercetărilor Cercului de Studii Etnografice, înființat în 1939 la Cluj, preocupându-se totodată de înființarea unui cerc similar al Banatului, la Timișoara .
Printre realizările acestuia se numără obținerea premiului "Fundației Regele Ferdinand I" pentru monografia "Țara Hațegului și Regiunea Pădurenilor". În anul 1919 a fost însărcinat de Consiliul Dirigent al Transilvaniei și Banatului să aducă înapoi obiectele din muzeele din Ardeal transporte la Budapesta sub fosta stăpânire ungară . În 1931 sub guvernul N. Iorga a fost însărcinat de Ministerul Instrucțiunii Publice cu alcătuirea unui proiect de lege a muzeelor, iar în 1938 este delegat, de același minister, să facă parte din Comitetul pentru extinderea și reînvierea portului național.
În ceea ce privește opera sa, a publicat mai mult lucrări, dintre care:
- Muzeul Etnografic al Ardealului, București, 1928;
- Problema continuității românilor în Dacia. Patru conferințe la Universitatea Radio (în colaborare cu Constantin Daicoviciu), Sibiu, 1943;
- Satul românesc din Transilvania și Banat. Studiu antropogeografic și etnografic - Le Village roumain de Transilvanie et du Banat, Cluj, 1945;
- Portul popular din Țara Hațegului. Bazinul de la Hațeg, București, 1962;
- Tipuri de păstorit la români (sec. XIX - începutul sec. XX), prefață de Tiberiu Morariu, București, 1964;
- Studii de etnografie și folclor, vol. I, ediție îngrijită de Mihai Pop și Ioan Șerb, prefață de Mihai Pop, București, 1975, vol. II, ediție îngrijită de Florica Șerb, București, 1980 [5].

La fel ca tatăl său, și Romulus Vuia a fost obligat să se pensioneze în 1947, de data aceasta de nou instauratul regim comunist, fără să fi fost susținut de cei care îi fuseseră studenți și care îi datorau cariera. După cei 25 de ani în care a condus muzeul, lăsa în urma sa aproape 15.000 de obiecte, stampe, diapozitive, o bibliotecă cu aproape 3.400 de volume. În anii care au urmat pensionării sale, instituțiile pe care le-a înființat au fost distruse, colaboratorii săi înlăturați iar catedra de etnografie a universității, desființată. A părăsit Clujul și a plecat la București, unde a dus o viață izolată. S-a stins din viață în vara anului 1963.

## Activitatea politică

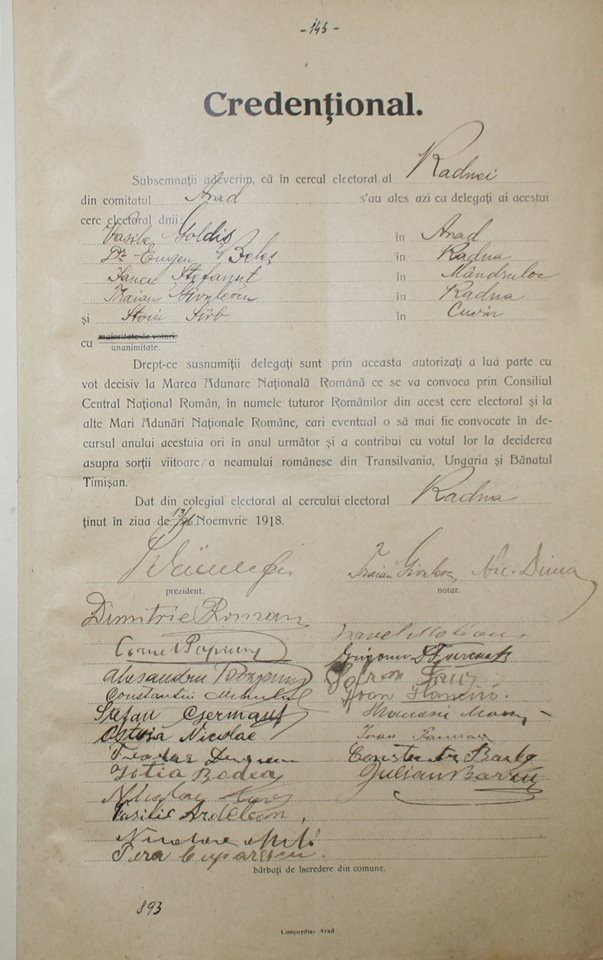
Credențional

Ca deputat în Adunarea Națională din 1 decembrie 1918 a fost delegat al Reuniunii de Cântări din Hațeg :p. 228.

## Recunoașteri
În semn de apreciere pentru activitatea sa, Parcul etnografic din Cluj, dar și o stradă din acelasă oraș, poartă astăzi numele lui Romulus Vuia. De asemenea, la intrarea în Muzeul Etnografic al Transilvaniei este plasat bustul lui Romulus Vuia.